# Gerardo Tapia
Gerardo Alfredo Tapia Tapia (Combarbalá, 17 de mayo de 1971) es un administrador público y político chileno, militante del Partido Radical de Chile (PR). Entre marzo y octubre de 2022 se desempeñó como Delegado Presidencial Regional de la Región de Atacama, bajo el gobierno del presidente Gabriel Boric.

## Biografía
Oriundo de Combarbalá y nacido el 17 de mayo de 1971, es hijo de Nilda Tapia Tapia. Sus estudio superiores los realizó en la Universidad Diego Portales, donde realizó un diplomado en Gestión y Emprendimiento, y en el Instituto Profesional Iplacex, de donde egresó de como ingeniero en Administración Pública.
Es casado y padre de 4 hijos.

## Carrera profesional
Se desempeñó como encargado del Departamento de Administración de Recintos Municipales, Vehículos y Servicios Internos de la Municipalidad de Vallenar, anteriormente ejerció distintos roles en la Municipalidad de Combarbalá.
Entre 2008 y 2016 trabajó como asesor de la bancada del Partido Radical en la Cámara de Diputados de Chile.

## Vida política
Militante y dirigente del Partido Radical en la Región de Atacama, fue candidato a consejero regional por la provincia de Huasco en 2013, consiguió el 4,46% de los votos sin resultar electo.
El 28 de febrero de 2022 fue designado por el presidente Gabriel Boric como Delegado Presidencial de dicha región, asumiendo sus funciones el 11 de marzo del mismo año.
Tras acusaciones de abuso sexual contra su jefe de gabinete, Cristian Jara, presentó su renuncia al cargo el 20 de octubre, tras casi 8 meses en el cargo. Se transformó así en el segundo Delegado Regional en presentar su renuncia, tras Raúl Allard.

## Historial electoral

### Elecciones de consejeros regionales de 2013
- Elecciones de consejero regional de 2013, para consejero regional por la circunscripción provincial de Huasco (Alto del Carmen, Freirina, Huasco y Vallenar).[4]

| Candidato                | Pacto                       | Partido | Votos | %     | Resultado          |
| ------------------------ | --------------------------- | ------- | ----- | ----- | ------------------ |
| Juan Santana Castillo    | Nueva Mayoría para Chile    | PS      | 4791  | 18,67 | Consejero regional |
| Pablo Ogalde Meneses     | Si tú quieres, Chile cambia | ILI     | 3632  | 14,15 |                    |
| Roberto Alegría Olivares | Alianza                     | RN      | 3631  | 14,15 | Consejero regional |
| Yasna del Portillo Godoy | Nueva Mayoría para Chile    | PS      | 2197  | 8,56  | Consejera regional |
| Raúl Ardiles Ramírez     | Alianza                     | RN      | 1839  | 7,16  |                    |
| Leonel Cepeda Altamirano | Nueva Mayoría para Chile    | PDC     | 1616  | 6,30  |                    |
| Luis Ruiz Valenzuela     | Nueva Mayoría por Chile     | PPD     | 1477  | 5,75  | Consejero regional |
| Orlando Rojas Toro       | Nueva Mayoría por Chile     | ILG     | 1341  | 5,22  |                    |
| Gerardo Tapia Tapia      | Nueva Mayoría por Chile     | PRSD    | 1144  | 4,46  |                    |
| Juan Aliaga Leiva        | PRI Movimiento Regionalista | PRI     | 892   | 3,48  |                    |